# Condado de Panola (Misisipi)
El condado de Panola (en inglés: Panola County), fundado en 1836, es un condado del estado estadounidense de Misisipi. En el año 2000 tenía una población de 34.274 habitantes con una densidad poblacional de 19 personas por km². Las sedes del condado son Batesville y Sardis.

## Geografía
Según la Oficina del Censo, el condado tiene un área total de 1826 km² (705 mi²), de la cual 1772 km² (684,2 mi²) es tierra y 54 km² (20,8 mi²) es agua.

## Demografía
En el 2000 la renta per cápita promedia del condado era de $ 26,785, y el ingreso promedio para una familia era de $32,675. El ingreso per cápita para el condado era de $13,075. En 2000 los hombres tenían un ingreso per cápita de $27,359 frente a $19,088 para las mujeres. Alrededor del 25.30% de la población estaba bajo el umbral de pobreza nacional.

## Condados adyacentes
- Condado de Tate (norte)
- Condado de Lafayette (este)
- Condado de Yalobusha (sureste)
- Condado de Tallahatchie (suroeste)
- Condado de Quitman (oeste)
- Condado de Tunica (noroeste)

## Localidades
Ciudades
- Batesville

Pueblos
- Como
- Courtland
- Crenshaw (parte en Condado de Quitman)
- Crowder (la mayoría en el Condado de Quitman)
- Sardis

Villas
- Pope

Áreas no incorporadas
- Askew
- Curtis Station
- Glenville
- Longtown
- Pleasant Grove

## Principales carreteras
- Interestatal 55
- U.S. Highway 51
- Carretera 3
- Carretera 6
- Carretera 35